# GENERATIONS高校TV
『GENERATIONS高校TV』（ジェネレーションズこうこうティーヴィー）は、2017年（平成29年）4月9日から2024年（令和6年）3月30日まで、AbemaTVで配信されていたバラエティ番組。通称、GENE高（ジェネこう）。2017年10月6日から2019年（平成31年）3月22日まで地上波のテレビ朝日系列でも放送されていた。

## 概要
ダンス&ボーカルグループ・GENERATIONS from EXILE TRIBEが全国の高校を訪問し、がんばっている高校生と対面。一部企画では対戦し、GENERATIONSの新たな一面、ティーンエイジャーのリアルを紹介する番組。GENERATIONS初の冠レギュラー番組となる。
2017年4月9日にAbemaTV「AbemaGOLDEN9」のプログラムとして配信スタート（初回は1時間拡大放送）。
同年10月6日から2019年3月22日までテレビ朝日にて毎週金曜（木曜深夜）2:21 - 2:51までの地上波レギュラー番組として放送開始（2018年10月5日からは3分繰り下げて継続）。AbemaTV版も継続され、AbemaTVのオリジナル番組が、地上波のレギュラー番組として放送されるのは初めてとなる。テレビ朝日版はAbemaTV版からの再編集版となり、映像も新たに追加される。地上波第1回となる特番ではハプニング集が追加された。
また、2018年1月より同じテレビ朝日系列である長崎文化放送(NCC)、4月より琉球朝日放送(QAB)でも放送を開始している。
前述の通り、2019年3月22日をもって2017年10月から開始されたテレビ朝日での地上波放送は「沖縄県・陽明高校編」を最後に終了したが、2019年9月23日の『アベマの時間』枠にて「片寄涼太が父と涙の共演 地上波SP版」を放送。半年ぶりの地上波放送となった。
2023年4月より毎週放送が廃止され、学期制ごと（いわゆるシーズン制）にテーマが設けられるようになり、配信回カウントがリセットされるなどリニューアルされた。1学期は5月13日から7月8日まで放送。2学期は10月28日から12月16日まで放送された。
2学期最終放送日となった2023年12月16日、番組エンディングにてメンバー全員から「僕たちは… GENE高を卒業します!」と称し、2024年3月30日をもって番組が終了することが発表された。そして3学期が2024年2月3日から3月30日まで放送され、7年間の歴史に幕を閉じた。

## 出演者
- GENERATIONS from EXILE TRIBE
  - 白濱亜嵐
  - 片寄涼太
  - 数原龍友
  - 小森隼
  - 佐野玲於
  - 関口メンディー
  - 中務裕太

## 企画
部活動に挑戦など高校生と対戦、共同挑戦するものが主であるが、行く先々においては「指差され王座決定戦」など高校生と直接的にかかわらない企画も行われる。また、全国の高校生がGENERATIONSの曲でダンス対決を行う「全国青春ダンスカップ」なども特別企画として行われている。
また、2018年4月29日の放送から4週連続で「私立E高」としてE-girlsから佐藤晴美、藤井夏恋、楓、YURINO、SAYAKA、須田アンナ が出演し、さまざまな対決企画を行った。なお、このシリーズはメンディーは体調不良のため不参加となった。
同年12月30日には10月から放送されている「全力部活!E高」とのコラボ特別番組「GENERATIONS高校TVエナジー全開! E高が乗り込んできたSP」を2時間番組として配信。

### その他の人気企画
萌えGENE選手権
メンバーがお題に沿った様々なシチュエーションで誰が最もキュンとするセリフを言えるかを競う企画。人気の企画で1日の撮影で2回行われた日もある。放送終了後にSNSにて投票が行われている。
指差され王座決定戦
メンバーが1人ずつ順番に町の中へ出て、歩く人々の目に制限時間内に誰が一番早く声をかけられるかを競う企画。ルールとして「メンバー自ら人に話しかける」「過度のアピール」は禁止である。勝者には豪華賞品が贈られる回もある。
GENE高かくれんぼ
学校校舎の指定されたエリア内にメンバーが隠れ、鬼が探すかくれんぼ企画。指定されたエリア内ならどこに隠れても可、途中で移動をすることも可能。鬼に見つかった人は鬼と一緒になり残りの隠れているメンバーを探す。勝者には豪華賞品が贈られる。
2018年4月29日放送回では、メンディー以外とE-girlsの6人とでの6対6のチーム戦方式で行われ、「チーム全員で隠れる、チーム全員で鬼となる」「見つかった人はスタート地点で待機」という特別ルールで行なわれた。

## スタッフ
- 企画・演出：鈴木おさむ
- 構成：デーブ八坂、浅井哲郎
- 番組ロゴ・キャラクターデザイン：田中秀幸
- 声の出演（ナレーション）：平子祐希（アルコ&ピース）
- TD：日高朋弘
- CAM：堅岩巧、浦谷清顕
- 音声：大井剛
- 編集：星貴仁
- MA：内山祐希
- 音効：佐藤卓嗣、田口弘記
- 宣伝：野村智寿、八巻智菜、伊藤真歩
- CGデザイン：フレイムグラフィックス 中村太洸
- ディレクター：岡田純一、辺見敏章、岡順一郎
- 制作進行：新井澄代
- AD：鈴木雅巳、齋藤智香
- プロデューサー：谷口達彦、古賀吉彦、渡邊洋介（AbemaTV）、なかざわコーヤ、水野佳世（フナヤ278）
- 制作協力：フナヤ278
- 制作著作：AbemaTV